# Kalendarium powstania warszawskiego – 26 września

## 26 września, wtorek
|  |
|  |

Ewakuacja Mokotowa. Najpierw dzielnicę opuścili ranni żołnierze „Radosława”, następnie kilkudziesięciu żołnierzy AL i ludność cywilna w liczbie ok. 4500 ludzi.